# Авиационные происшествия Аэрофлота 1979 года

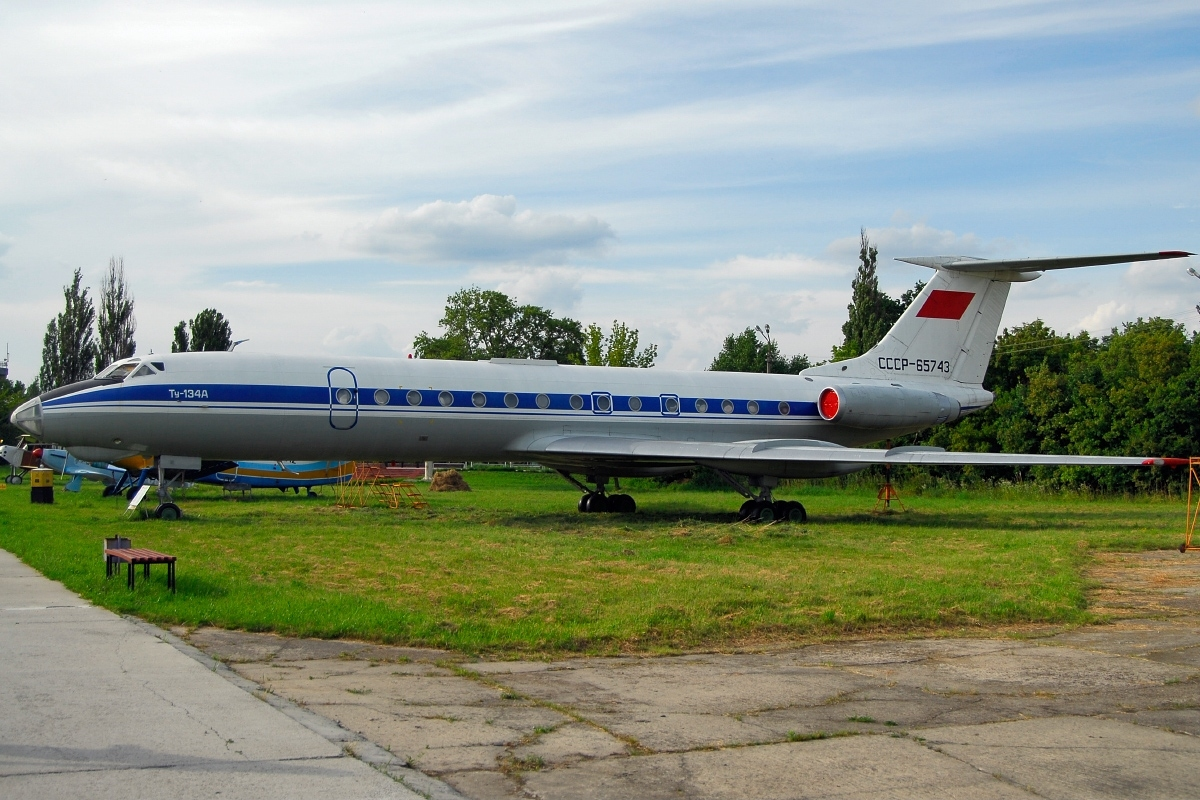
Ту-134А предприятия «Аэрофлот»

Авиационные происшествия и инциденты, включая угоны, произошедшие с воздушными судами Министерства гражданской авиации СССР (Аэрофлот) в 1979 году.
В этом году крупнейшая катастрофа с воздушными судами предприятия «Аэрофлот» произошла 11 августа, когда в окрестностях Днепродзержинска столкнулись два Ту-134А, в результате чего в общей сложности погибли 178 человек; на тот момент это была крупнейшая авиакатастрофа в Советском Союзе (подробнее…).

## Список
Отмечены происшествия и инциденты, когда воздушное судно было восстановлено.
| Дата                  | Место                                                                       | ВС       | Бортовой номер | Управление          | Жертв  | Описание | И       |
| --------------------- | --------------------------------------------------------------------------- | -------- | -------------- | ------------------- | ------ | --- | ------- |
| 2 января 1979 года    | Молодёжная (Антарктида)                                                     | Ил-14ФКМ | 04193          | Центральных районов | 3/14   | Упал при взлёте из-за сдвига ветра (подробнее…) | [ 1 ]   |
| 3 января 1979 года    | Нюрба                                                                       | Ан-26    | 26530          | Восточно-Сибирское  | 0/?    | Борт 26530 при рулении на стоянку из-за ошибок экипажа разогнался и врезался в борт 47708. | [ 2 ]   |
| 3 января 1979 года    | Нюрба                                                                       | Ан-24Б   | 47708          | Якутское            | 0/0    | Борт 26530 при рулении на стоянку из-за ошибок экипажа разогнался и врезался в борт 47708. | [ 2 ]   |
| 6 января 1979 года    | Пулково, Ленинград                                                          | Ту-134   | н.д.           | н.д.                | 0/?    | При посадке на рейс была задержана группа из четырёх человек, пытавшаяся пронести на борт взрывчатку и огнестрельное оружие с целью угона самолёта в Норвегию | [ 3 ]   |
| 15 января 1979 года   | Минск (53°53′57″ с. ш. 27°27′55″ в. д.)                                     | Ан-24Б   | 46807          | Украинское          | 13/14  | Потеря управления при заходе на посадку из-за обледенения (подробнее…) | [ 4 ]   |
| 17 января 1979 года   | Кинель-Черкасский район, близ Кротовки                                      | Ми-4     | 02286          | Приволжское         | 0/4    | Отказ и пожар двигателя | [ 5 ]   |
| 18 января 1979 года   | Белгород                                                                    | L-410M   | 67210          | Центральных районов | 3/3    | По неустановленной причине свалился в штопор при тренировочном полёте (подробнее…) | [ 6 ]   |
| 19 января 1979 года   | Тюмень                                                                      | Ан-2     | 09601          | Тюменское           | 0/4    | Вынужденная посадка на лес из-за отказа двигателя | [ 7 ]   |
| 27 января 1979 года   | Красноселькуп                                                               | Ми-8     | 25557          | Тюменское           | 2/8    | Столкновение с землёй после взлёта из-за дезориентации экипажа | [ 8 ]   |
| 31 января 1979 года   | Аган                                                                        | Ми-8     | 22207          | Тюменское           | 2/17   | Столкновение с землёй после взлёта из-за дезориентации экипажа | [ 9 ]   |
| 17 февраля 1979 года  | Иннокентьевка                                                               | Ан-2     | 35138          | Дальневосточное     | 0/?    | Разбился из-за отказа двигателя | [ 10 ]  |
| 18 февраля 1979 года  | Кара-Киякыр, близ Сузака (40°53′ с. ш. 72°51′ в. д.)                        | Ан-2     | 07837          | Киргизское          | 2/3    | Столкновение с горой из-за снижения под безопасную высоту | [ 11 ]  |
| 27 февраля 1979 года  | Арланда, Стокгольм                                                          | Ту-154   | н.д.           | ЦУМВС               | 0/34   | Три человека попытались захватить самолёт, выполнявший рейс Осло — Стокгольм — Москва. В результате спецоперации угонщики были обезврежены | [ 12 ]  |
| 2 марта 1979 года     | Нефтеюганский район, близ Мамонтова (60°43′ с. ш. 72°45′ в. д.)             | Ми-2     | 15214          | Тюменское           | 1/3    | Упал в лес из-за последовательного отказа двух двигателей | [ 13 ]  |
| 12 марта 1979 года    | Серафимовичский район, близ Усть-Хопёрской (49°29′ с. ш. 42°45′ в. д.)      | Ми-2     | 20574          | Северо-Кавказское   | 3/3    | Упал по неустановленной причине (вероятно, столкновение с крупной птицей) | [ 14 ]  |
| 13 марта 1979 года    | Башмаково                                                                   | Ми-2     | 15821          | Центральных районов | 0/?    | Столкновение с землёй из-за отвлечения пилота | [ 15 ]  |
| 17 марта 1979 года    | Киевское шоссе, близ Внукова (55°35′56″ с. ш. 37°18′32″ в. д.)              | Ту-104Б  | 42444          | Украинское          | 58/120 | Столкновение с ЛЭП при заходе на посадку (подробнее…) | [ 16 ]  |
| 20 марта 1979 года    | Чарджоу                                                                     | Як-40    | 87930          | Туркменское         | 0/35   | Потеря управления при заходе на посадку из-за попадания в спутную струю от Ми-6 | [ 17 ]  |
| 22 марта 1979 года    | Лиепая (56°31′18″ с. ш. 21°07′25″ в. д.)                                    | Ту-134А  | 65031          | Латвийское          | 4/5    | Столкновение с деревьями и насыпью при заходе на посадку (подробнее…) | [ 18 ]  |
| 25 марта 1979 года    | Харьяга                                                                     | Ан-2Т    | 44902          | Коми                | 4/4    | упал после взлёта из-за отказа двигателя | [ 19 ]  |
| 26 марта 1979 года    | Байкит                                                                      | Ан-26    | 26569          | Уральское           | 4/12   | Столкновение с землёй из-за нарушения схемы ухода на второй круг (подробнее…) | [ 20 ]  |
| 28 марта 1979 года    | Капустин Яр                                                                 | Ка-26    | 24397          | Северо-Кавказское   | 0/?    | Столкновение с ЛЭП при полёте на малой высоте | [ 21 ]  |
| 1 апреля 1979 года    | Симферополь                                                                 | Як-40    | н.д.           | н.д.                | 0/?    | Во время рейса «Симферополь — Кутаиси» пассажиры Витас и Вяншас (оба 1960 года рождения) угрожая муляжом бомбы потребовали лететь в Турцию. После возврата в Симферополь преступники были арестованы. | [ 3 ]   |
| 11 апреля 1979 года   | Трирогово, близ Полтавы (49°41′ с. ш. 34°20′ в. д.)                         | Ми-2     | 24397          | Украинское          | 1/1    | Упал на землю после столкновения с птицами | [ 22 ]  |
| 13 апреля 1979 года   | Зональное                                                                   | Ми-8     | 22549          | Дальневосточное     | 0/4    | Упал на землю из-за ошибок пилотирования | [ 23 ]  |
| 16 апреля 1979 года   | Ржевка, Ленинград (59°59′ с. ш. 30°36′ в. д.)                               | Ка-26    | 24380          | Ленинградское       | 2/2    | Упал на землю после разрушения обоих воздушных винтов вследствие опускания одной из лопастей верхнего винта из-за обрыва динамической тяги | [ 24 ]  |
| 19 апреля 1979 года   | Быстрое, Камчатская область                                                 | Ми-4     | 29061          | Дальневосточное     | 0/?    | Разбился из-за отказа муфты свободного хода | [ 25 ]  |
| 24 апреля 1979 года   | Нарьян-Мар (67°38′ с. ш. 53°07′ в. д.)                                      | Ми-8     | 24380          | Архангельское       | 6/6    | Упал на землю при заходе на посадку (отказ гидросистемы, либо ошибки в пилотировании) | [ 26 ]  |
| 24 апреля 1979 года   | Ташкентская область                                                         | Ми-4     | 14221          | Узбекское           | 0/?    | Разбился из-за отказа двигателя | [ 27 ]  |
| 25 апреля 1979 года   | Коканд                                                                      | Ка-26    | 24345          | Узбекское           | 0/?    | Разбился при взлёте из-за перегрева двигателя | [ 28 ]  |
| 10 мая 1979 года      | Сочи                                                                        | Ил-18Д   | 75414          | Уральское           | 0/79   | Выкатился за пределы ВПП при преждевременно прерванном взлёте | [ 29 ]  |
| 10 мая 1979 года      | Свидовец, Бобровицкий район                                                 | Ан-2     | 06330          | Украинское          | 0/?    | Разбился из-за перегруза | [ 30 ]  |
| 14 мая 1979 года      | Спиченково, Новокузнецк                                                     | Ми-8     | н.д.           | н.д.                | 2+0/?  | В Новокузнецке двое несовершеннолетних (Саманаев и Пазунов), имея обрезы охотничьих ружей, ручную гранату и самодельное взрывное устройство, захватили автобус «Икарус» с пассажирами, при этом убили оказавшего сопротивление пассажира, а 4 человек взяли в заложники, после чего потребовали в обмен самолёт в Японию. После переговоров они согласились на Ми-8 в аэропорту Спиченково, чтобы добраться до Новосибирска. В момент посадки в вертолёт отряд милиции в перестрелке убил Саманаева, после чего Пазунов был задержан и позже приговорён к расстрелу[уточнить] (подробнее…). | [ 3 ]   |
| 18 мая 1979 года      | Якутск                                                                      | Ту-154А  | 85081          | Западно-Сибирское   | 0/?    | При пробеге после посадки самопроизвольно сложилась правая стойка шасси |         |
| 19 мая 1979 года      | Алма-Ата                                                                    | Ан-24    | 46734          | Казахское           | 0/?    | сложились шасси при посадке | [ 31 ]  |
| 19 мая 1979 года      | Уфа                                                                         | Ту-134А  | 65839          | Молдавское          | 0/89   | Разрушение шасси при посадке с заторможенными колёсами | [ 32 ]  |
| 21 мая 1979 года      | Колпашево                                                                   | Ми-2     | 20029          | Западно-Сибирское   | 0/?    | Упал при заходе на посадку из-за ошибок в пилотировании | [ 33 ]  |
| 21 мая 1979 года      | Раскино, Александровский район                                              | Ми-2     | 14379          | Западно-Сибирское   | 0/?    | Разбился из-за отвлечения пилота от пилотирования | [ 34 ]  |
| 22 мая 1979 года      | Иркутская область, близ Нижнеудинска                                        | Ан-2     | 09165          | Восточно-Сибирское  | 0/?    | Разбился из-за отказа двигателя | [ 35 ]  |
| 24 мая 1979 года      | Оренбургская область, близ Оренбурга                                        | Ан-2     | 14379          | Приволжское         | 0/?    | Разбился из-за отвлечения пилота от пилотирования | [ 36 ]  |
| 26 мая 1979 года      | близ Кишинёва                                                               | Ка-26    | 19342          | Молдавское          | 0/?    | Разбился при полёте в сложных метеоусловиях | [ 37 ]  |
| 28 мая 1979 года      | Уфа (54°34′04″ с. ш. 55°53′50″ в. д.)                                       | Ка-26    | 19342          | Приволжское         | 3/3    | Столкновение с деревьями после взлёта из-за перегруза | [ 38 ]  |
| 31 мая 1979 года      | Рощино, Тюмень                                                              | Ту-134А  | 65649          | Тюменское           | 0/?    | Пожар в левой мотогондоле после разрушения из-за перегрева колеса основного шасси при взлёте | [ 39 ]  |
| 31 мая 1979 года      | Баренцево море                                                              | Ми-2     | 20141          | Ленинградское       | 0/?    | Разбился на борту ледокола из-за несоблюдения безопасной высоты полёта | [ 40 ]  |
| 2 июня 1979 года      | Сеймчан                                                                     | Ми-4А    | 02294          | Магаданское         | 0/?    | Опрокинулся при посадке на непригодную площадку | [ 41 ]  |
| 6 июня 1979 года      | Ленинский район, близ Каратобе (42°02′ с. ш. 69°35′ в. д.)                  | Ка-26    | 24358          | Узбекское           | 2/2    | Столкновение с ЛЭП после взлёта по неустановленной причине | [ 42 ]  |
| 7 июня 1979 года      | Доворец, Солецкий район (58°03′ с. ш. 30°22′ в. д.)                         | Ан-2     | 70619          | Ленинградское       | 2/2    | Столкновение с ЛЭП в ходе авиационно-химических работ | [ 43 ]  |
| 9 июня 1979 года      | Колок, Прибайкальский район                                                 | Ми-2     | 20618          | Восточно-Сибирское  | 1/4    | Грубая посадка из-за ошибок в пилотировании | [ 44 ]  |
| 13 июня 1979 года     | Целиноградская область                                                      | Ми-2     | 23521          | Киргизское          | 3+0/?  | При взлёте с площадки три человека погибли, попав под лопасти несущего винта | [ 45 ]  |
| 15 июня 1979 года     | Хабаровский край, близ Хабаровска                                           | Ми-4     | 14167          | Дальневосточное     | 0/?    | Разбился при взлёте из-за ошибок в пилотировании | [ 46 ]  |
| 16 июня 1979 года     | Петропавловск-Камчатский                                                    | Ан-2Т    | 44920          | Дальневосточное     | 0/1    | Был угнан пьяным пилотом; при развороте на малой высоте потерял управление и врезался в землю. | [ 47 ]  |
| 20 июня 1979 года     | Абинский район, близ Мингрельской (45°01′ с. ш. 38°23′ в. д.)               | Ан-2     | 16021          | Северо-Кавказское   | 2/2    | Столкновение с землёй при авиационно-химических работах из-за ошибок в пилотировании | [ 48 ]  |
| 23 июня 1979 года     | Кубань, Усть-Джегута (44°1,50′ с. ш. 41°58′ в. д.)                          | Ка-26    | 24320          | Северо-Кавказское   | 3/3    | При полёте на малой высоте столкнулся с ЛЭП и упал в реку | [ 49 ]  |
| 26 июня 1979 года     | 73 км от Магадана                                                           | Ми-4     | 02282          | Магаданское         | 0/4    | Вынужденная посадка на местности из-за разрушения муфты свободного хода | [ 50 ]  |
| 30 июня 1979 года     | Беспаловский                                                                | Ми-2     | 02282          | Западно-Сибирское   | 1/1    | Упал после взлёта после выключения двигателей из-за отказа муфты свободного хода | [ 51 ]  |
| 30 июня 1979 года     | Заводское, Симферополь                                                      | Ми-8     | 25785          | Украинское          | 0/6    | Вынужденная посадка после истощения топлива | [ 52 ]  |
| 3 июля 1979 года      | Красная Поляна (45°28′ с. ш. 32°55′ в. д.)                                  | Ан-2М    | 02330          | Украинское          | 2/2    | Потеря высоты из-за отвлечения пилота и столкновение с опорой ЛЭП | [ 53 ]  |
| 5 июля 1979 года      | Сальский район (46°48′ с. ш. 41°23′ в. д.)                                  | Ан-2     | 29391          | Северо-Кавказское   | 3/3    | Столкновение с землёй при авиационно-химических работах из-за ошибок в пилотировании и перегруза | [ 54 ]  |
| 6 июля 1979 года      | Томпонский район, 20 км от Тёплого Ключа                                    | Ми-2     | 23834          | Якутское            | 0/3    | Из-за ошибок в пилотировании опрокинулся при посадке и сгорел | [ 55 ]  |
| 9 июля 1979 года      | Пятигорск                                                                   | Ан-2     | 01364          | Северо-Кавказское   | 0/?    | Упал после взлёта из-за потери скорости | [ 56 ]  |
| 10 июля 1979 года     | Мегион (61°03′ с. ш. 76°07′ в. д.)                                          | Ми-8     | 25761          | Тюменское           | 6/21   | Упал после взлёта из-за перегруза | [ 57 ]  |
| 12 июля 1979 года     | близ Кишенёва                                                               | Ка-26    | 19465          | Молдавское          | 0/?    | Разбился из-за отвлечения пилота от пилотирования | [ 58 ]  |
| 19 июля 1979 года     | Стрежевой                                                                   | Ми-8     | 25547          | Западно-Сибирское   | 3/3    | Упал после взлёта из-за пожара двигателя | [ 59 ]  |
| 19 июля 1979 года     | Галляарал                                                                   | Ка-26    | 24392          | Узбекское           | 0/?    | Разбился при самовольном вылете | [ 60 ]  |
| 21 июля 1979 года     | близ Саратова                                                               | Ка-26    | 24322          | Приволжское         | 0/?    | Упал после перехлёста несущих винтов при посадке с попутным ветром | [ 61 ]  |
| 2 августа 1979 года   | Акташ                                                                       | Ан-2     | 35360          | Западно-Сибирское   | 0/?    | Столкновение с деревьями после взлёта из-за перегруза | [ 62 ]  |
| 3 августа 1979 года   | Ковалёвский лес, близ Ржевки (59°59′38″ с. ш. 30°36′27″ в. д.)              | L-410M   | 67206          | Центральных районов | 10/14  | При уходе на второй круг упал в лес из-за потери управления после отказа двигателя (подробнее…) | [ 63 ]  |
| 4 августа 1979 года   | Ташкентская область, Пскемский хребет (41°58′ с. ш. 70°42′ в. д.)           | Ми-8     | 25688          | Узбекское           | 6/7    | Из-за грубой посадки на вершину гребня сломал шасси, опрокинулся и скатившись по склону сгорел | [ 64 ]  |
| 7 августа 1979 года   | Чеховский район                                                             | Ми-2     | 20074          | Центральных районов | 0/?    | Столкновение с ЛЭП при полёте под безопасной высотой | [ 65 ]  |
| 8 августа 1979 года   | близ Астрахани                                                              | Ка-26    | 19554          | Северо-Кавказское   | 0/?    | Разбился при посадке из-за перезатяжеления пилотом несущих винтов | [ 66 ]  |
| 11 августа 1979 года  | Петриковский район, близ Днепродзержинска (48°33′35″ с. ш. 34°40′33″ в. д.) | Ту-134А  | 65816          | Молдавское          | 94/94  | Столкновение в воздухе (подробнее…) | [ 67 ]  |
| 11 августа 1979 года  | Петриковский район, близ Днепродзержинска (48°33′35″ с. ш. 34°40′33″ в. д.) | Ту-134АК | 65735          | Белорусское         | 84/84  | Столкновение в воздухе (подробнее…) | [ 68 ]  |
| 12 августа 1979 года  | близ Выборга                                                                | Ка-26    | 24318          | Ленинградское       | 0/?    | Разбился из-за отказа двигателя | [ 69 ]  |
| 15 августа 1979 года  | Тавиль-Даринский район                                                      | Ми-4     | 14259          | Таджикское          | 6/6    | Столкновение с горой после отказа двигателя | [ 70 ]  |
| 20 августа 1979 года  | Сунтарский район, Буягинская                                                | Ми-6     | 21876          | Якутское            | 0/17   | Не успел набрать высоту и врезался в лес после взлёта | [ 71 ]  |
| 24 августа 1979 года  | 18 км Ю Енисейска (58°19′20″ с. ш. 92°13′10″ в. д.)                         | Ан-12Б   | 12963          | Красноярское        | 11/16  | Вынужденная посадка на лес после остановки двигателей из-за загрязнения топлива водой | [ 72 ]  |
| 24 августа 1979 года  | Нью-Йорк                                                                    | Ил-62М   | 86478          | ЦУМВС               | 0/112  | Был задержан властями, так как на борту находилась балерина Людмила Власова, муж которой утверждал, что она хочет остаться в США. Через трое суток был отпущен.(подробнее…) | [ 73 ]  |
| 29 августа 1979 года  | Ворона, близ Кирсанова (52°31,50′ с. ш. 42°36′ в. д.)                       | Ту-124В  | 45038          | Приволжское         | 63/63  | Потерял управление из-за выпуска закрылков и разрушился от перегрузок (подробнее…) | [ 74 ]  |
| 29 августа 1979 года  | Хлебодаровка                                                                | Як-18Т   | 44385          | Актюбинское ВЛУ ГА  | 2/2    | Столкновение в воздухе при выполнении полёта по кругу | [ 75 ]  |
| 29 августа 1979 года  | Хлебодаровка                                                                | Як-18Т   | 44388          | Актюбинское ВЛУ ГА  | 0/2    | Столкновение в воздухе при выполнении полёта по кругу | [ 75 ]  |
| 3 сентября 1979 года  | Амдерма (69°46′20″ с. ш. 61°28′50″ в. д.)                                   | Ан-24Б   | 46269          | Архангельское       | 40/43  | Столкновение с сопкой при заходе на посадку (подробнее…) | [ 76 ]  |
| 7 сентября 1979 года  | Ямальский район (69°20′ с. ш. 70°33′ в. д.)                                 | Ми-8     | 22225          | Тюменское           | 1/5    | Опрокинулся при посадке на мягкий грунт | [ 77 ]  |
| 7 сентября 1979 года  | Бельцы                                                                      | Ми-2     | 15778          | Молдавское          | 0/?    | Разбился после отказа двигателя | [ 78 ]  |
| 10 сентября 1979 года | близ Кингисеппа                                                             | Ан-2     | 28837          | Ленинградское       | 0/?    | Разбился после отказа двигателя | [ 79 ]  |
| 13 сентября 1979 года | Херсонская область                                                          | Ка-26    | 19578          | Украинское          | 0/?    | Разбился после остановки двигателей из-за истощения топлива | [ 80 ]  |
| 14 сентября 1979 года | Российская Советская Федеративная Социалистическая Республика               | Ил-18    | н.д.           | н.д.                | 2/?    | Выполнял рейс Анадырь — Магадан — Хабаровск, когда летевший в составе военного конвоя рядовой Даньченко (1958 года рождения, член ВЛКСМ) угрожая пистолетом Макарова потребовал лететь в США. Старший конвоя прапорщик Евдокимов оказал сопротивление, но был убит, после чего угонщика застрелил его сослуживец — рядовой Серикбаев. | [ 3 ]   |
| 15 сентября 1979 года | близ Кишинёва                                                               | Ка-26    | 19519          | Молдавское          | 0/?    | Потерял высоту и врезался в землю из-за ошибок в пилотировании | [ 81 ]  |
| 18 сентября 1979 года | Белый Яр                                                                    | Ми-8     | 22478          | Тюменское           | 0/?    | В режиме висения произошло разрушение и отделение хвостовой балки | [ 82 ]  |
| 20 сентября 1979 года | Басино, Гродненская область                                                 | Ан-2Р    | 56413          | Белорусское         | 1/4    | Столкновение с деревьями при полёте на малой высоте после самовольного вылета | [ 83 ]  |
| 24 сентября 1979 года | колхоз «Комсомол»                                                           | Ан-2Р    | 25590          | Туркменское         | 1+0/?  | В ходе авиационно-химических работ уклоняясь от стаи птиц потерял высоту и, зацепив колесом шасси, убил сигнальщика на краю поля | [ 84 ]  |
| 25 сентября 1979 года | близ Черского                                                               | Ан-2ТП   | 92851          | Магаданское         | 0/?    | Разбился из-за отказа двигателя | [ 85 ]  |
| 5 октября 1979 года   | Палеостоми, близ Поти                                                       | Ми-2     | 23850          | Грузинское          | 0/?    | Столкновение с поверхностью озера из-за несоблюдения безопасной высоты полёта | [ 86 ]  |
| 13 октября 1979 года  | Оленёк                                                                      | Ан-2Р    | 70805          | Якутское            | 0/5    | Упал после взлёта из-за отказа двигателя | [ 87 ]  |
| 14 октября 1979 года  | Чохия, 150 км от Черского                                                   | Ми-8     | 25927          | Якутское            | 4/7    | При заходе на посадку из-за дезориентации экипажа врезался в замёрзшее озеро и провалился под лёд | [ 88 ]  |
| 19 октября 1979 года  | Архангельская область, близ Лешуконского                                    | Ан-2ТП   | 07229          | Архангельское       | 0/?    | Разбился из-за хулиганства недисциплинированного пилота | [ 89 ]  |
| 25 октября 1979 года  | близ Пскова                                                                 | Ан-2Р    | 92913          | Ленинградское       | 0/?    | Столкновение с птицей | [ 90 ]  |
| 27 октября 1979 года  | Ленск                                                                       | Ан-2ТП   | 32322          | Якутское            | 3/12   | Упал после взлёта из-за смещения центровки (два пассажира переместились в хвост) | [ 91 ]  |
| 30 октября 1979 года  | у побережья Дании                                                           | Ил-14М   | 61683          | СПиМВЛ ГА           | 0/0    | Сгорел при пожаре на борту корабля «Оленёк» | [ 92 ]  |
| 31 октября 1979 года  | близ Тихорецка                                                              | Як-40К   | 87948          | Северо-Кавказское   | 0/5    | Вынужденная посадка вне аэродрома из-за истощения топлива | [ 93 ]  |
| 2 ноября 1979 года    | Гурьевская область, близ Нового Уштагана (48°08′ с. ш. 48°58′ в. д.)        | Ка-26    | 19515          | Северо-Кавказское   | 2/2    | Начал разрушаться в воздухе и упал на землю из-за перегрузок, вызванных отделением лопасти верхнего воздушного винта | [ 94 ]  |
| 7 ноября 1979 года    | Сургут                                                                      | Ми-8Т    | 25941          | Тюменское           | 0/?    | Разбился после отказа главного редуктора | [ 95 ]  |
| 11 ноября 1979 года   | Бугульма                                                                    | Ан-2     | 70219          | Приволжское         | 2/17   | Сваливание после взлёта из-за отвлечения экипажа | [ 96 ]  |
| 16 ноября 1979 года   | Вологда                                                                     | Як-40    | 87454          | Ленинградское       | 3/5    | Столкновение с деревьями при заходе на посадку (подробнее…) | [ 97 ]  |
| 16 ноября 1979 года   | Киевская область, близ Борисполя                                            | Ту-154А  | 85068          | Украинское          | 2/8+   | При наборе эшелона на высоте 3450 м в результате перепада давления открылась и отделилась служебная дверь, после чего в проём выбросило двух бортпроводников | [ 98 ]  |
| 1 декабря 1979 года   | Сахалинская область, близ Южно-Сахалинска                                   | Ми-4А    | 36504          | Дальневосточное     | 0/?    | Разбился после отказа муфты свободного хода | [ 99 ]  |
| 7 декабря 1979 года   | близ Грозного                                                               | Ан-2Р    | 92894          | Северо-Кавказское   | 0/?    | Разбился из-за отвлечения экипажа от пилотирования | [ 100 ] |

### Комментарии
1. ↑  Через 8 месяцев эксплуатация Ту-104 в Аэрофлоте была прекращена
2. ↑  После катастрофы эксплуатация Ту-124 в Аэрофлоте была прекращена.